# آی.وی. ساسی
آی. وی. ساسی (انگلیسی: I. V. Sasi; ۲۸ مارس ۱۹۴۸ – ۲۴ اکتبر ۲۰۱۷) کارگردان فیلم اهل هند بود. وی کارگردان بیش از ۱۵۰ فیلم به زبان‌های مختلف هندی بوده.
ساسی همچنین برندهٔ جوایزی همچون جایزه فیلم‌فیر جنوب بهترین کارگردان شده‌است.

## بخشی از فیلم‌شناسی

### مالایالمی
- در آغوش گرفتن (۱۹۷۶)
- قدردانی (۱۹۷۶)
- خوشبختی (۱۹۷۷)
- آسمان دور است (۱۹۷۷)
- درباره (۱۹۷۷)
- آن لحظه (۱۹۷۷)
- تقاطع (۱۹۷۷)
- آهیمسا (۱۹۸۱)
- آمریکا، آمریکا (۱۹۸۳)
- نامه‌ها(۱۹۸۴)
- رابطه(۱۹۸۵)
- ۱۹۲۱ (۱۹۸۸)
- شهر (۱۹۹۴)

### تامیلی
- علاءالدین و چراغ جادو (1979)
- یک شب در روز (۱۹۷۹)
- Ore Vaanam Ore Bhoomi (1979)
- گورو (۱۹۸۰)
- Kaali (1980)
- Illam (1987)
- Kolangal (1995)

### هندی
- Patita (1980)
- Karishmaa (1984)
- Anokha Rishta (1986)

### تلوگویی
- Kaali (1980)
- گورو (۱۹۸۰)